# Sugar Island
Sugar Island är en ö i Kanada.   Den ligger i provinsen Ontario, i den sydöstra delen av landet, 130 km söder om huvudstaden Ottawa.
Runt Sugar Island är det ganska glesbefolkat, med 22 invånare per kvadratkilometer.